# Депутат (фільм)
«Депутат» (ісп. El diputado) — іспанська політична драма 1978 року, поставлена режисером Елоєм де ла Іглесіа.

## Сюжет
Роберто Орбеа, який за часів режиму Франко був активістом лівої партії у підпіллі, у 1977 році було обрано депутатом на виборах перехідного періоду. Наступний після виборів день має стати найважливіший моментом його кар'єри: його мають призначити Генеральним секретарем партії. Але є одна проблема, про яку знає лише дружина Орбеа, — він гей. Орбеа приховував свою гомосексуальність протягом 15-ти років, і коли ще був студентом, і працюючи адвокатом за Франко. Він одружився з колегою по партії, перед якою не приховує свої колишні гомосексуальні контакти, вважаючи, що зможе відійти від того способу життя, яке вважає убогим і маргінальним.
У в'язниці, куди він потрапив в останні роки диктатури, Ортеа познайомився з хлопцем-проститутом на ім'я Нес, який уже на волі почав постачати йому за гроші хлопців для сексуальних утіх. Незабаром Нес залучається до ультраправої профранкістської терористичної групи, яка наймає колишніх злочинців для провокування безладів з метою залякування лівої опозиції. Після обрання Орбеа депутатом він виступає з парламентською ініціативою покласти край тероризму всіх ознак, поставивши себе під приціл ультраправих. Крайні праві планують зруйнувати кар'єру політика за допомогою Неса. Той знаходить молодого красивого злочинця Хуаніто, якому пропонують мільйон песет за те, щоби він спокусив Орбеа і добув компрометуючі політика фотографії.
Роберто закохується в Хуаніто і між ними встановлюються міцні стосунки, далекі від тих швидкоплинних зустрічей, які були до цього. Завдяки хлопцю Орбеа починаю відчувати свою справжню сексуальність. Він повністю впускає юнака в своє життя, навіть представляє його своїй дружині та пропонує «жити утрьох». У свою чергу Хуаніто також закохується в Роберто і, зрештою, розповідає йому про плани терористів. Але все закінчується трагічно: група молодиків, запідозривши хлопця у зраді, вбиває його у квартирі Орбеа, залишивши там його труп, щоб підставити депутата.

## У ролях
| Хосе Сакрістан       | ···· | Роберто Орбеа  |
| Марія Луіса Сан Хосе | ···· | Кармен Орбеа   |
| Хосе Луїс Алонсо     | ···· | Хуаніто        |
| Енріке Віво          | ···· | Еусебіо Морено |

| Агустін Гонсалес    | ···· | Каррес       |
| Кета Клавер         | ···· | мати Хуаніто |
| Анхель Пардо        | ···· | Нес          |
| Хуан Антоніо Бардем | ···· | Хуан         |

## Визнання
| Нагороди та номінації фільму «Депутат» | Нагороди та номінації фільму «Депутат» | Нагороди та номінації фільму «Депутат»             | Нагороди та номінації фільму «Депутат» | Нагороди та номінації фільму «Депутат» | Нагороди та номінації фільму «Депутат» |
| Рік                                    | Кінофестиваль/кінопремія               | Категорія/нагорода                                 | Номінант                               | Результат                              | Результат                              |
| -------------------------------------- | -------------------------------------- | -------------------------------------------------- | -------------------------------------- | -------------------------------------- | -------------------------------------- |
| 1979                                   | Міжнародний кінофестиваль у Чикаго     | Гран-прі Золотий Г'юго за найкращий художній фільм | Депутат                                | Номінація                              |                                        |
| 1979                                   | Премія Сан Жорді                       | Найкращий іспанський актор                         | Хосе Сакрістан                         | Перемога                               |                                        |